# Biblioteka Uniwersytecka w Belgradzie
Biblioteka Uniwersytecka im. Svetozara Markovicia – biblioteka centralna w systemie bibliotek Uniwersytetu w Belgradzie, która nosi imię Svetozara Markovicia, serbskiego działacza politycznego z XIX wieku.

## Historia
Biblioteka Uniwersytecka w Belgradzie jest największą bibliotekę uniwersytecką w tym kraju. Pełni funkcję biblioteki centralnej Uniwersytetu Belgradzkiego (każdy wydział ma swoją bibliotekę).
Należy do bibliotek Carnegie, wybudowana z zasobów finansowych przekazanych przez biznesmena i filantropa Andrew Carnegie po I wojnie światowej. Belgrad był jednym z trzech miast w których została wybudowana biblioteka Carnegie. Dwa pozostałe to Reims i Leuven. W 1920 roku rząd Serbii otrzymał 100 000 USD na budowę biblioteki. Ministerstwo Edukacji podjęło decyzję, że za pieniądze zostanie zbudowany budynek biblioteki Uniwersytetu w Belgradzie. Prace rozpoczęto 23 czerwca 1921 roku, a uroczyste otwarcie miało miejsce w dniu św. Cyryla i Metodego 24 maja 1926 roku. Imię Svetozara Markowica nadano bibliotece w 1946 roku w stulecie jego urodzin.

## Budynek
Projekt budynku przygotowali znani serbscy architekci Andra Stevanović, Dragutin Djordjević i Nikola Nestorović. Przyjęli oni założenie, że  styl budynku powinien być zgodny z jego przeznaczeniem. Jest to budynek wolno stojący. Wejście zdobią cztery kolumny z frontonem z symetrycznie umieszczonym akroterionem. Ozdoby na froncie budynku wyrzeźbił Stojanovic. Wnętrze jest wzorowane na ówczesnych bibliotekach berlińskich. Czytelnia studencka został umieszczona na parterze, a profesorska na piętrze. W budynku znalazły się też mniejsze czytelnie, magazyny i katalogi. Meble zostały zakupione w kraju i za granica w ramach pożyczek rządowych i odszkodowań niemieckich. W holu umieszczono podarowane popiersie Andrew Carnegie. Gdy podczas II wojny światowej zostaje zniszczona Biblioteka Narodowa Biblioteka Uniwersytecka, która posiadała wówczas 280 000 woluminów przejmuje jej funkcję.
W 2016 roku biblioteka otrzymała darowiznę  w wysokości 106 000 USD na przebudowę fasady i dachu z amerykańskiego Funduszu  Ochrony Dziedzictwa Kulturowego. Prace zostały wykonane w 2017 roku.

## Zbiory
Jako biblioteka naukowa gromadziła prace naukowe profesorów i pracowników naukowych oraz podręczniki dla studentów uniwersytetu. Do zbiorów włączono także cześć książek zgromadzonych na wydziałach działającego od 1905 roku uniwersytetu, książki otrzymane w ramach reparacji wojennych z Niemiec oraz darowizny z kraju i zagranicy. W 1922 roku biblioteka otrzymała książki ze Smithsonian Institution z Waszyngtonu oraz z Misja Republiki Czechosłowackiej w Belgradzie. Cenne zbiory podarowali bibliotece między innymi: Joca Vujić, Vojislav Jovanović Marambo, Bozidar Karadjordjevic, Mihajlo Pupin, pisarz Branimir Ćosić, Isidora Sekulić, Anica Savić Rebac, filozof Dimitrije Mitrinović i inni.